# Бомбардировки Швейцарии

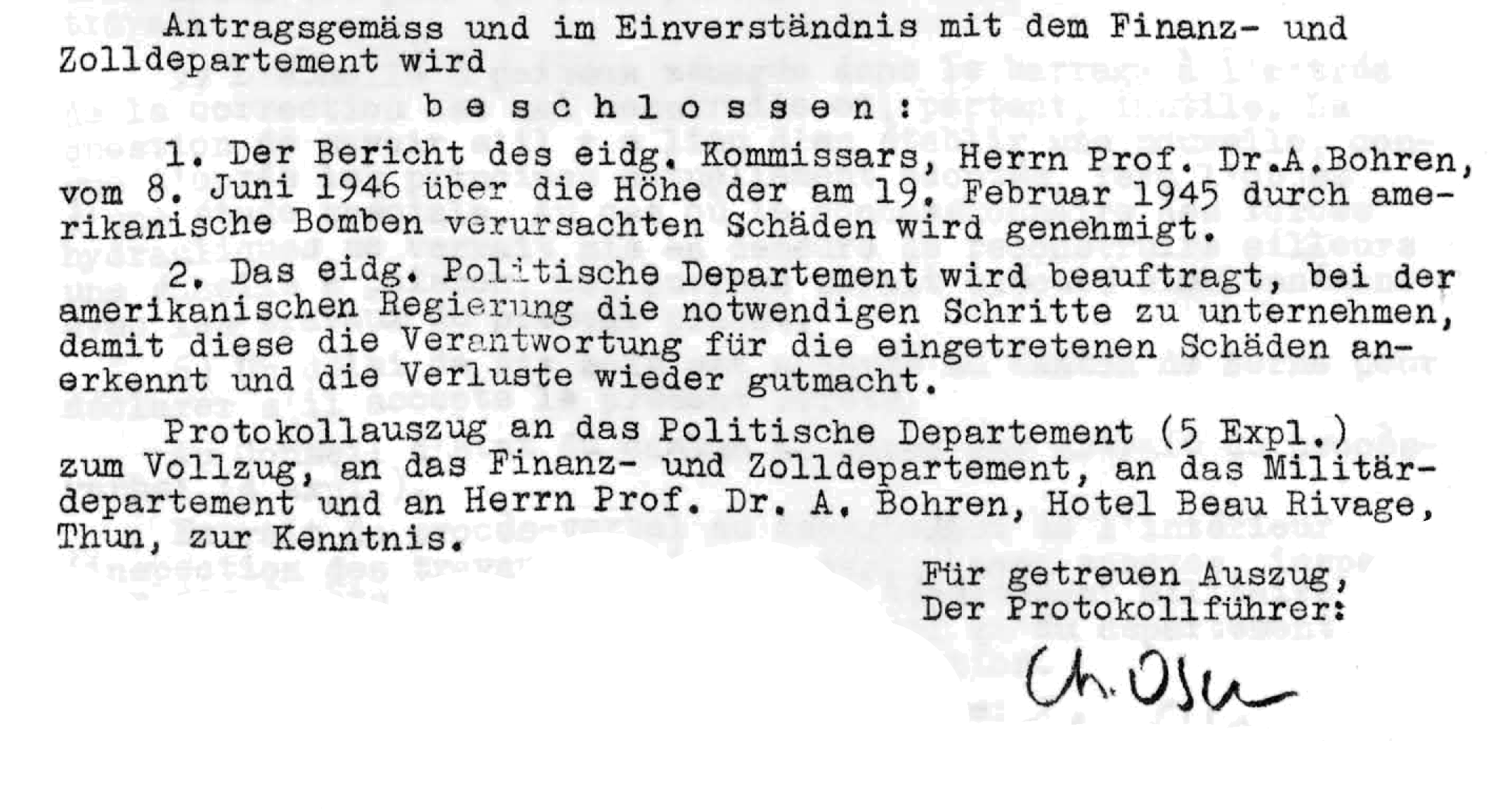
Решение Федерального совета о повреждениях в результате бомбардировки 19 февраля 1945 г., кантон Аргау.

Бомбардировки Швейцарии — серия авианалётов англо-американской авиации во время Второй мировой войны на территорию нейтральной Швейцарии. Официальной причиной налётов считаются ошибки навигации. Существует и другая теория, объясняющая авианалёты местью Швейцарии за поставки оружия нацистской Германии (компаниями SIG Sauer и др.), однако эта теория в настоящее время считается опровергнутой. При этом Уинстон Черчилль действительно какое-то время рассматривал возможность бомбардировки железнодорожных путей, которые нейтральная Швейцария разрешила державам Оси использовать во время Второй мировой войны.

## Перечень бомбардировок
В период с 1939 по 1945 год в Швейцарии от британских и американских бомб погибло 84 человека, и ещё несколько сот были ранены.
- В ночь с 16 на 17 декабря 1940 г. Базель и Биннинген подверглись бомбардировке Королевскими ВВС. Было четверо погибших[4].
- 23 декабря 1940 г. подвергся бомбардировке железнодорожный виадук Випкинг в Цюрихе. Один человек погиб, несколько получили ранения. На завод зубчатых колес Maag упало более 50 зажигательных бомб. Реальной целью был Мангеймский моторный завод (MWM, сегодня Caterpillar Energy Solutions); очевидно, из-за плохой погоды некоторые пилоты сбились с курса и приняли Цюрих за подходящее альтернативное место назначения. После нападения среди швейцарцев распространились слухи о готовящемся вторжении в отместку за то, что по этой железнодорожной ветке завод Maag доставлял вооружение в Германию и перевозили уголь из Германии в Италию[5].

В 1941 и 1942 годах союзники почти не совершали полётов над территорией Швейцарии, отчасти из-за мер по затемнению, введенных Швейцарией вследствие дипломатического давления со стороны Германии, что мешало пилотам ориентироваться. В течение 1942 г. количество полётов над территорией Швейцарии снова увеличилось.
- 17 мая 1943 г.: бомбардировка Эрликона, Цюрих[7].
- В ночь с 12 на 13 июля 1943 года Риггисберг подвергся атаке британского бомбардировщика, который сбросил более 200 бомб общей массой 1,2 тонн, при этом был нанесён крупный материальный ущерб. Пилот сбросил бомбы, поскольку хотел перелететь через грозовую тучу и избавился от лишней тяжести. Бомбардировщик входил в состав эскадрильи из примерно 100 британских Avro Lancaster, которая ночью пересекла Швейцарию с севера в пункт назначения Турин в Италии, и попала под фён с сильными грозами. Одновременно эскадрилья подверглась зенитному обстрелу противовоздушной обороны со стороны горного перевала Коль-дю-Маршерю (Col du Marchairuz). Также эскадрилья, по-видимому, осуществила аварийные сбросы бомб над Валь-де-Рус, у Фламата, у Лютри и у Шиниге-Платте, которые нанесли меньший ущерб. В результате обстрела около Ле-Бувре и Сиона разбились два бомбардировщика, экипажи погибли[8][9][10][11].

С октября 1943 года, также под давлением Германии, швейцарские ВВС возобновили меры по перехвату, которые были прекращены с июня 1940 года, при этом основной попыткой было заставить бомбардировщики союзников приземлиться в Швейцарии.

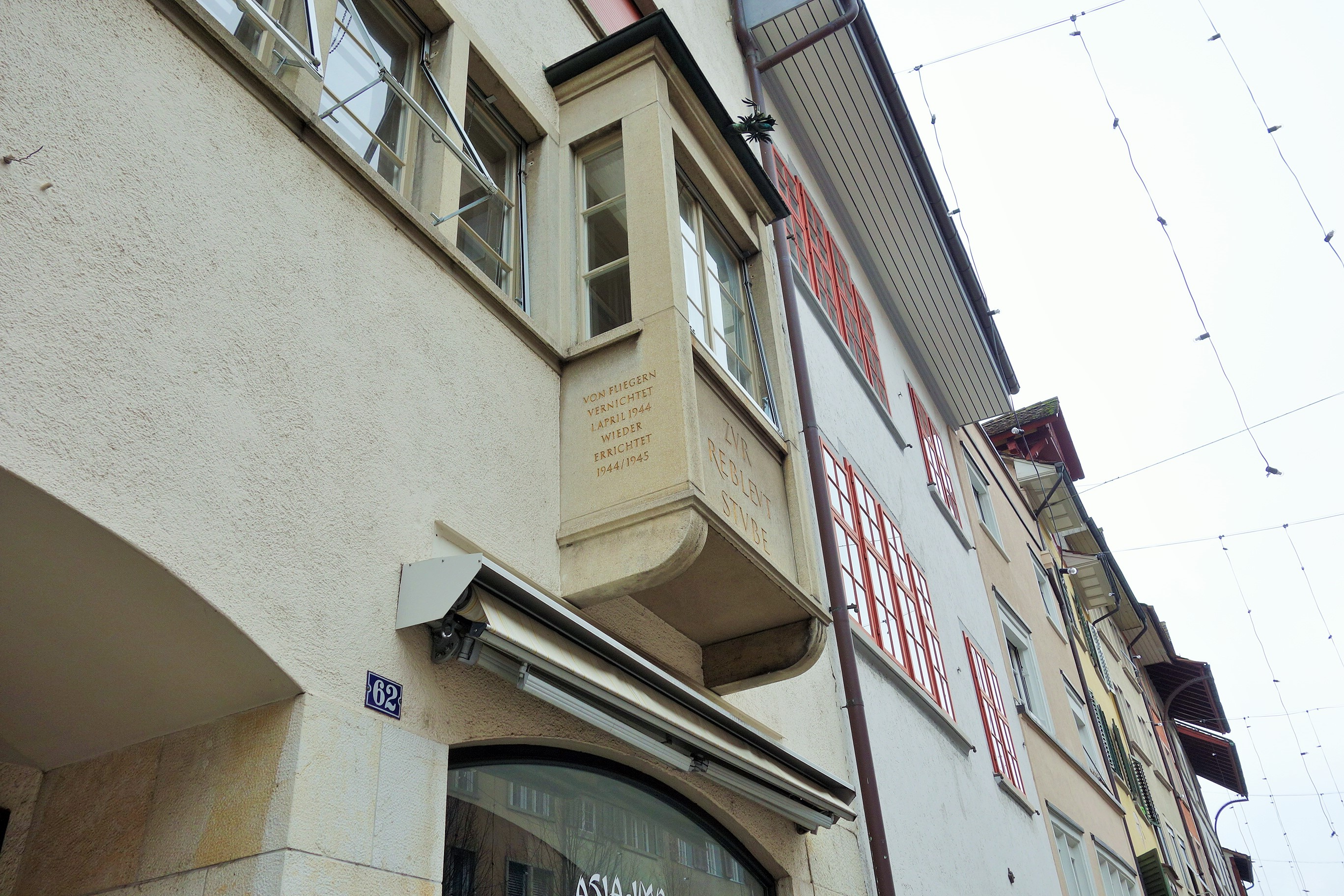
Шаффхаузен, надпись на эркере: «Уничтожен летчиками 1 апреля 1944 г., перестроен в 1944/1945 гг.»

- При бомбардировке Шаффхаузена 1 апреля 1944 года, самой крупной атаке в истории швейцарского федерального государства, погибло 40 человек и около 270 человек были ранены, некоторые серьёзно[12][13][7][14][15][16].
- В октябре 1944 года при авианалете на Ле-Нуармон были ранены два человека.
- 9 ноября 1944 г. американские бомбардировщики сбросили 20 осколочно-фугасных бомб на деревушку Райнсфельден в Глатфельдене. В результате три человека погибли и несколько получили ранения. Были повреждены железнодорожный виадук на линии Винтертур-Кобленц и несколько жилых домов. Электростанция Эглисау недалеко от Райнсфельдена не пострадала.
- 25 декабря 1944 года погиб связист при сбросе бомбы на Тайнген, когда девять пилотов из бомбардировочной эскадрильи перепутали Тайнген с Зингеном.
- 11 января 1945 года машинист SBB погиб при бомбардировке Сен-Готардской железной дороги близ Кьяссо.
- 22 февраля 1945 года бомбардировка Штайн-ам-Райн привела к гибели 9 человек, 15 получили серьёзные ранения[17].
- Также 22 февраля 1945 года коммуна Вальс в Граубюндене подверглась бомбардировке американской авиацией по ошибке.
- 4 марта 1945 года в 10:19 шесть американских B-24 «Либерейтор» из 392-й бомбардировочной эскадрильи сбросили бомбы на район Штрикхофской сельскохозяйственной школы в Цюрихе-Оберштрассе. При этом погибли 5 человек, а 15 получили ранения. Пилоты, по-видимому, приняли город за Пфорцхайм[18].
- Также, согласно официальной версии, по ошибке, 4 марта 1945 года товарно-грузовая станция Вольф в Базеле подверглась бомбардировке ВВС США[19]. В 10:13 девять бомбардировщиков B-24 Liberator из 466-й бомбардировочной группы сбросили 12,5 тонн бомб и 5 тонн зажигательных бомб. От бомб пострадали кварталы Гундельдингер, Сент-Альбан и Брейте[20][21].

## Военный трибунал
1 июня 1945 года в Англии состоялся военный трибунал по делу о бомбардировке Цюриха. Джеймс М. Стюарт, известный актёр, служивший во время войны пилотом B-24, председательствовал на процессе. Обвиняемыми были ведущий пилот лейтенант Уильям Р. Синкок и один из его штурманов, лейтенант Теодор К. Балидес. Им вменялось нарушение 96-й статьи о войне, конкретно Синкок обвинялся в том, что он «неправомерно и по неосторожности вызвал сброс бомб на дружественную территорию».
Трибунал пришёл к выводу, что причиной бомбардировки оказались погодные условия и отказ оборудования; подсудимые были признаны невиновными.
Обвинители Международного военного трибунала по Дальнему Востоку обсуждали указанное выше дело как прецедент для судебного преследования японских пилотов, причастных к внезапному нападению на Перл-Харбор. Однако они отказались от этой идеи после того, как пришли к выводу об отсутствии документов международного права, защищающих нейтральные районы и граждан от нападения с воздуха.

## Репарационные платежи
В 1944 году власти США выплатили компенсацию в размере 4 миллионов долларов. 21 октября 1949 г. Швейцария получила окончательное возмещение в размере 62 176 433,06 швейцарских франка за весь материальный ущерб и телесные повреждения, причиненные США в Швейцарии.